# ヴィリバルト・ナーゲル
ヴィリバルト・ナーゲル（Wilibald Nagel 1863年1月12日 - 1929年10月17日）は、ドイツの音楽学者、音楽評論家。

## 生涯
ナーゲルはミュールハイム・アン・デア・ルールに生まれた。リヒャルト・バトカとの共著による全3巻の『Allgemeine Geschichte der Musik』の執筆により最も知られる。彼のモーツァルトに関する研究もカール・シュトルクの『Mozart – Sein Leben und Schaffen』（1908年）の中で称賛されている。また、Die Nürnberger Musikgesellschaft（1588年–1629年）に関して著した論文は、その後に出された音楽史を扱う複数の作品で引用された。
1917年から1921年にかけてはNeue Musik-Zeitung誌の編集者を務めた。ジャーナリストとして国家主義的、反動的な立場を取った。このため『musikalische Impotenz』（音楽的不能）と『Der Futurismus – eine undeutsche Erscheinung』（未来主義 - 非ドイツ的現象）をめぐるハンス・プフィッツナーとパウル・ベッカーの論争においては、「空虚なお笑い種」（hirnverbrannte Lächerlichkeit）といった攻撃的な言葉を用いてフェルッチョ・ブゾーニ、アルノルト・シェーンベルク、ヨーゼフ・マティアス・ハウアーらの現代作曲家を非難した。彼は次のように記している。「見えてくるのは常人にはリズムの関係性や秩序を認識することは出来ず、調性はもはや理解も区別も不能で、不協和音が無感覚に積み上がり衝突しあう音符の並びだけである。つまりは混沌とした大混乱なのだ。そのような単に病的構築物と評価されるべき異常増殖について、知性の肥大か、自惚れて退廃した空想世界か、はたまた演奏狂の推量中毒であるとさえ気づいたとしても、差し当たり誰も我々を悪く言うことはできない。健全なドイツの音楽的感覚とは少したりとも相通ずるところのない現象なのである。」

## 著作
- Annalen der englischen Hofmusik von der Zeit Heinrichs VIII. bis zum Tode Karls I. (1509–1649). Leipzig 1894.
- Johannes Brahms als Nachfolger Beethoven's. 1894.
- Geschichte der Musik in England, I. Strassburg 1894.
- Goethe und Beethoven. 1902.
- Beethovens „Heiligenstädter Testament“. 1902.
- Beethoven und seine Klaviersonaten. 2 Bände. 1903–1905.
- Zur Lebensgeschichte August Eberhard Müllers. In: Die Musik. 9, H. 4, 1909/10, S. 84–92.
- Kleine Beethoveniana. 1911.
- Über den Begriff des Hässlichen in der Musik: Ein Versuch. 1914.
- Ferruccio Busoni als Ästhetiker. In: Neue Musik-Zeitung. 15, 1917.
- Paul Hindemith „Mörder, Hoffnung der Frauen – Das Nusch-Nuschi“. Zwei Opern Einakter. Uraufführung im Württ. Landestheater zu Stuttgart am 4. Juni. In: Neue Musik-Zeitung. 19, 1921.
- Johannes Brahms. Stuttgart 1923.
- Richard Batka, Wilibald Nagel: Allgemeine Geschichte der Musik.
- Beethoven Romantiker? 1927.
- Kleine Mitteilungen zur Musikgeschichte aus Augsburger Akten. Sammelbände der Internationalen Musikgesellschaft IX.